# Kallstadt
Kallstadt er en landsby i Pfalz-regionen af Rheinland-Pfalz, en af Tysklands 16 forbundsstater. Det er en del af Rhein-Neckar-metropolregionen, hvis største by er Mannheim, som er Tysklands 22. største by. I det meste af det 19. århundrede var byen en del af Kongeriget Bayern. Det har vundet international medieopmærksomhed som hjemstedet for de beslægtede Heinz- og Trump-familier, to fremtrædende forretnings- og politiske familier i USA.
Landsbyen har ca. 1.200 indbyggere og ligger i en region der er kendt for sine mange restauranter og hoteller. Turister omfatter blandt andet amerikanere fra den nærtliggende Ramstein Air Base.

## Kendte personer fra Kallstadt
- Wilhelm Heinrich von Creuzer (1740–1794), tysk jurist og retspræsident
- Johann Heinrich Heinz, far til den amerikanske fødevareindustrientreprenør Henry J. Heinz, som grundlagde H.J. Heinz Company
- Frederick Trump (født Friedrich Trump), tysk-amerikansk forretningsmand, farfar til den amerikanske præsident Donald Trump
- Elizabeth Trump, (født Elisabeth Christ), tysk-amerikansk forretningskvinde, ægtefælle til Frederick Trump og mormor til Donald Trump.

## Eksterne links
- Kommunens officielle hjemmeside (tysk)
- Bruljesmacher Kallstadt, hjemmeside for Kallstadt's Landjugend (tysk)
- Kings of Kallstadt, filmwebsted (tysk og engelsk)